# Victor Kahn
 Victor Kahn  (russe : Виктор Кан) né en 1889 à Moscou, mort le 6 octobre 1971 à Nice, était un maître d'échecs franco-russe qui fut champion de France en 1934.

## Biographie et carrière
Né à Moscou en 1889, Victor Kahn quitta la Russie en 1912 et arriva en France via la Suède, le Danemark et l'Allemagne. Il gagna le championnat de Copenhague en 1916. Il joua également à Hambourg en 1916. Il finit ex æquo aux 8e et 9e places à Copenhague en 1918. 
Il finit premier-deuxième ex æquo  à Haarlem en 1918, puis prit la 10e place à Paris en 1920 (Frédéric Lazard vainqueur). En 1921, il finit 3e au tournoi  quadrangulaire d’Utrecht (Adolf Georg Olland vainqueur). Il finit 2e-3e ex æquo  en 1922 à Paris (André Muffang vainqueur). En 1923, il remporta le tournoi du Cercle Philidor à Paris (voir la partie ci-dessous).
En 1924, Kahn finit ex-aequo pour les 4e et 7e places à Paris (Eugène Znosko-Borovsky vainqueur). En 1925, il finit ex-aequo aux 5e et 7e places au championnat d'échecs de Paris (Abraham Baratz et Vitaly Halberstadt vainqueurs), prit la 4e à Scarborough (Max Romih vainqueur), finit ex-aequo aux 1e et 2e places avec Bertrand à Paris. En 1926, il finit ex-aequo aux 3e et 4e places au championnat de Paris (Leon Schwartzmann vainqueur), termina ex-aequo à Paris (Peter Potemkine et Halberstadt vainqueurs), finit ex-aequo pour les 5e et 6e places à Scarborough (Alexandre Alekhine vainqueur et finit 3e à Paris (Baratz vainqueur). En 1927, il termina ex-aequo aux 8e et 9e places au championnat de Paris (Baratz vainqueur). En 1930, il finit ex-aequo pour les 3e et 5e places au championnat de Paris (Josef Cukierman vainqueur).
Kahn acquit la nationalité française après s'être installé à Nice. En 1932 il prit la 9e place au 11e championnat de France à La Baule (Maurice Raizman vainqueur). Il fit ex-aequo pour les 3e et 4e places au 12e championnat de France à Sarreguemines en 1933 (Aristide Gromer vainqueur). En 1934, il gagna le 13e championnat de France d'échecs à Paris, termina à égalité aux 1e et 2e places avec Raizman au 16e championnat d'échecs de Paris et prit la 2e place derrière Znosko-Borovsky à Nice. En 1935 il perdit un match contre le joueur espagnol Ramon Rey Ardid (+0 –2 =4) à Saragosse et finit ex-aequo aux 1e et 2e places avec George Koltanowski à Mollet. In 1937, il finit 3e dans une quadrangulaire à Nice (Alekhine, vainqueur) et prit la 3e place à Toulouse au 16e championnat de France (Aristide Gromer et Amédée Gibaud vainqueurs). En 1938, il finit 4e au 17e championnat de France à Nice (Raizman et Gromer vainqueurs).
Victor Kahn joua dans plusieurs Olympiades d'échecs. Il représenta la Russie lors de la première Olympiade (non officielle) à Paris en 1924 et joua quatre fois pour la France.
- En 1931, au troisième échiquier de la 4e Olympiade d'échecs de 1931 à Prague (+1 –7 =5);
- En 1933, au troisième échiquier de la 5e Olympiade d'échecs de 1933 à Folkestone (+3 –3 =6);
- En 1935, au quatrième échiquier de la 6e Olympiade d'échecs de 1935 à Varsovie (+1 –4 =4);
- En 1939, au troisième échiquier de la 8e Olympiade d'échecs de 1939 à Buenos Aires (+4 –9 =5)[1].

## Exemple de partie
Aristide Gromer – Victor Kahn, club Philidor, Paris, 22 mai 1923, défense française :
1. e4 e6 2. d4 d5 3. Cc3 Cf6 4. Fg5 dxe4 5. Cxe4 Fe7 6. Fxf6 Fxf6 7. Cf3 Cd7 8. Fd3 O-O 9. O-O De7 10. c3 c5 11. dxc5 Cxc5
 12. Cxc5 Dxc5 13. De2 g6 14. Cd2 Fg7 15. Ce4 Dc7 16. f4 b6 17. Df2 Fb7 18. Dh4 Tfd8 19. Fc2 Dc6 20. Df2 Td7 21. Cg5 Qc4
 22. Bb3 Qc5 23. Qxc5 bxc5 24. Tad1 Tad8 25. Txd7 Txd7 26. Cxe6 … 
|   | a | b | c | d | e | f | g | h |   |
| 8 | Roi noir sur case blanche g8 · Pion noir sur case noire a7 · Fou noir sur case blanche b7 · Tour noire sur case blanche d7 · Pion noir sur case blanche f7 · Fou noir sur case noire g7 · Pion noir sur case blanche h7 · Cavalier blanc sur case blanche e6 · Pion noir sur case blanche g6 · Pion noir sur case noire c5 · Pion blanc sur case noire f4 · Fou blanc sur case blanche b3 · Pion blanc sur case noire c3 · Pion blanc sur case blanche a2 · Pion blanc sur case noire b2 · Pion blanc sur case blanche g2 · Pion blanc sur case noire h2 · Tour blanche sur case blanche f1 · Roi blanc sur case noire g1 | Roi noir sur case blanche g8 · Pion noir sur case noire a7 · Fou noir sur case blanche b7 · Tour noire sur case blanche d7 · Pion noir sur case blanche f7 · Fou noir sur case noire g7 · Pion noir sur case blanche h7 · Cavalier blanc sur case blanche e6 · Pion noir sur case blanche g6 · Pion noir sur case noire c5 · Pion blanc sur case noire f4 · Fou blanc sur case blanche b3 · Pion blanc sur case noire c3 · Pion blanc sur case blanche a2 · Pion blanc sur case noire b2 · Pion blanc sur case blanche g2 · Pion blanc sur case noire h2 · Tour blanche sur case blanche f1 · Roi blanc sur case noire g1 | Roi noir sur case blanche g8 · Pion noir sur case noire a7 · Fou noir sur case blanche b7 · Tour noire sur case blanche d7 · Pion noir sur case blanche f7 · Fou noir sur case noire g7 · Pion noir sur case blanche h7 · Cavalier blanc sur case blanche e6 · Pion noir sur case blanche g6 · Pion noir sur case noire c5 · Pion blanc sur case noire f4 · Fou blanc sur case blanche b3 · Pion blanc sur case noire c3 · Pion blanc sur case blanche a2 · Pion blanc sur case noire b2 · Pion blanc sur case blanche g2 · Pion blanc sur case noire h2 · Tour blanche sur case blanche f1 · Roi blanc sur case noire g1 | Roi noir sur case blanche g8 · Pion noir sur case noire a7 · Fou noir sur case blanche b7 · Tour noire sur case blanche d7 · Pion noir sur case blanche f7 · Fou noir sur case noire g7 · Pion noir sur case blanche h7 · Cavalier blanc sur case blanche e6 · Pion noir sur case blanche g6 · Pion noir sur case noire c5 · Pion blanc sur case noire f4 · Fou blanc sur case blanche b3 · Pion blanc sur case noire c3 · Pion blanc sur case blanche a2 · Pion blanc sur case noire b2 · Pion blanc sur case blanche g2 · Pion blanc sur case noire h2 · Tour blanche sur case blanche f1 · Roi blanc sur case noire g1 | Roi noir sur case blanche g8 · Pion noir sur case noire a7 · Fou noir sur case blanche b7 · Tour noire sur case blanche d7 · Pion noir sur case blanche f7 · Fou noir sur case noire g7 · Pion noir sur case blanche h7 · Cavalier blanc sur case blanche e6 · Pion noir sur case blanche g6 · Pion noir sur case noire c5 · Pion blanc sur case noire f4 · Fou blanc sur case blanche b3 · Pion blanc sur case noire c3 · Pion blanc sur case blanche a2 · Pion blanc sur case noire b2 · Pion blanc sur case blanche g2 · Pion blanc sur case noire h2 · Tour blanche sur case blanche f1 · Roi blanc sur case noire g1 | Roi noir sur case blanche g8 · Pion noir sur case noire a7 · Fou noir sur case blanche b7 · Tour noire sur case blanche d7 · Pion noir sur case blanche f7 · Fou noir sur case noire g7 · Pion noir sur case blanche h7 · Cavalier blanc sur case blanche e6 · Pion noir sur case blanche g6 · Pion noir sur case noire c5 · Pion blanc sur case noire f4 · Fou blanc sur case blanche b3 · Pion blanc sur case noire c3 · Pion blanc sur case blanche a2 · Pion blanc sur case noire b2 · Pion blanc sur case blanche g2 · Pion blanc sur case noire h2 · Tour blanche sur case blanche f1 · Roi blanc sur case noire g1 | Roi noir sur case blanche g8 · Pion noir sur case noire a7 · Fou noir sur case blanche b7 · Tour noire sur case blanche d7 · Pion noir sur case blanche f7 · Fou noir sur case noire g7 · Pion noir sur case blanche h7 · Cavalier blanc sur case blanche e6 · Pion noir sur case blanche g6 · Pion noir sur case noire c5 · Pion blanc sur case noire f4 · Fou blanc sur case blanche b3 · Pion blanc sur case noire c3 · Pion blanc sur case blanche a2 · Pion blanc sur case noire b2 · Pion blanc sur case blanche g2 · Pion blanc sur case noire h2 · Tour blanche sur case blanche f1 · Roi blanc sur case noire g1 | Roi noir sur case blanche g8 · Pion noir sur case noire a7 · Fou noir sur case blanche b7 · Tour noire sur case blanche d7 · Pion noir sur case blanche f7 · Fou noir sur case noire g7 · Pion noir sur case blanche h7 · Cavalier blanc sur case blanche e6 · Pion noir sur case blanche g6 · Pion noir sur case noire c5 · Pion blanc sur case noire f4 · Fou blanc sur case blanche b3 · Pion blanc sur case noire c3 · Pion blanc sur case blanche a2 · Pion blanc sur case noire b2 · Pion blanc sur case blanche g2 · Pion blanc sur case noire h2 · Tour blanche sur case blanche f1 · Roi blanc sur case noire g1 | 8 |
| 7 | Roi noir sur case blanche g8 · Pion noir sur case noire a7 · Fou noir sur case blanche b7 · Tour noire sur case blanche d7 · Pion noir sur case blanche f7 · Fou noir sur case noire g7 · Pion noir sur case blanche h7 · Cavalier blanc sur case blanche e6 · Pion noir sur case blanche g6 · Pion noir sur case noire c5 · Pion blanc sur case noire f4 · Fou blanc sur case blanche b3 · Pion blanc sur case noire c3 · Pion blanc sur case blanche a2 · Pion blanc sur case noire b2 · Pion blanc sur case blanche g2 · Pion blanc sur case noire h2 · Tour blanche sur case blanche f1 · Roi blanc sur case noire g1 | Roi noir sur case blanche g8 · Pion noir sur case noire a7 · Fou noir sur case blanche b7 · Tour noire sur case blanche d7 · Pion noir sur case blanche f7 · Fou noir sur case noire g7 · Pion noir sur case blanche h7 · Cavalier blanc sur case blanche e6 · Pion noir sur case blanche g6 · Pion noir sur case noire c5 · Pion blanc sur case noire f4 · Fou blanc sur case blanche b3 · Pion blanc sur case noire c3 · Pion blanc sur case blanche a2 · Pion blanc sur case noire b2 · Pion blanc sur case blanche g2 · Pion blanc sur case noire h2 · Tour blanche sur case blanche f1 · Roi blanc sur case noire g1 | Roi noir sur case blanche g8 · Pion noir sur case noire a7 · Fou noir sur case blanche b7 · Tour noire sur case blanche d7 · Pion noir sur case blanche f7 · Fou noir sur case noire g7 · Pion noir sur case blanche h7 · Cavalier blanc sur case blanche e6 · Pion noir sur case blanche g6 · Pion noir sur case noire c5 · Pion blanc sur case noire f4 · Fou blanc sur case blanche b3 · Pion blanc sur case noire c3 · Pion blanc sur case blanche a2 · Pion blanc sur case noire b2 · Pion blanc sur case blanche g2 · Pion blanc sur case noire h2 · Tour blanche sur case blanche f1 · Roi blanc sur case noire g1 | Roi noir sur case blanche g8 · Pion noir sur case noire a7 · Fou noir sur case blanche b7 · Tour noire sur case blanche d7 · Pion noir sur case blanche f7 · Fou noir sur case noire g7 · Pion noir sur case blanche h7 · Cavalier blanc sur case blanche e6 · Pion noir sur case blanche g6 · Pion noir sur case noire c5 · Pion blanc sur case noire f4 · Fou blanc sur case blanche b3 · Pion blanc sur case noire c3 · Pion blanc sur case blanche a2 · Pion blanc sur case noire b2 · Pion blanc sur case blanche g2 · Pion blanc sur case noire h2 · Tour blanche sur case blanche f1 · Roi blanc sur case noire g1 | Roi noir sur case blanche g8 · Pion noir sur case noire a7 · Fou noir sur case blanche b7 · Tour noire sur case blanche d7 · Pion noir sur case blanche f7 · Fou noir sur case noire g7 · Pion noir sur case blanche h7 · Cavalier blanc sur case blanche e6 · Pion noir sur case blanche g6 · Pion noir sur case noire c5 · Pion blanc sur case noire f4 · Fou blanc sur case blanche b3 · Pion blanc sur case noire c3 · Pion blanc sur case blanche a2 · Pion blanc sur case noire b2 · Pion blanc sur case blanche g2 · Pion blanc sur case noire h2 · Tour blanche sur case blanche f1 · Roi blanc sur case noire g1 | Roi noir sur case blanche g8 · Pion noir sur case noire a7 · Fou noir sur case blanche b7 · Tour noire sur case blanche d7 · Pion noir sur case blanche f7 · Fou noir sur case noire g7 · Pion noir sur case blanche h7 · Cavalier blanc sur case blanche e6 · Pion noir sur case blanche g6 · Pion noir sur case noire c5 · Pion blanc sur case noire f4 · Fou blanc sur case blanche b3 · Pion blanc sur case noire c3 · Pion blanc sur case blanche a2 · Pion blanc sur case noire b2 · Pion blanc sur case blanche g2 · Pion blanc sur case noire h2 · Tour blanche sur case blanche f1 · Roi blanc sur case noire g1 | Roi noir sur case blanche g8 · Pion noir sur case noire a7 · Fou noir sur case blanche b7 · Tour noire sur case blanche d7 · Pion noir sur case blanche f7 · Fou noir sur case noire g7 · Pion noir sur case blanche h7 · Cavalier blanc sur case blanche e6 · Pion noir sur case blanche g6 · Pion noir sur case noire c5 · Pion blanc sur case noire f4 · Fou blanc sur case blanche b3 · Pion blanc sur case noire c3 · Pion blanc sur case blanche a2 · Pion blanc sur case noire b2 · Pion blanc sur case blanche g2 · Pion blanc sur case noire h2 · Tour blanche sur case blanche f1 · Roi blanc sur case noire g1 | Roi noir sur case blanche g8 · Pion noir sur case noire a7 · Fou noir sur case blanche b7 · Tour noire sur case blanche d7 · Pion noir sur case blanche f7 · Fou noir sur case noire g7 · Pion noir sur case blanche h7 · Cavalier blanc sur case blanche e6 · Pion noir sur case blanche g6 · Pion noir sur case noire c5 · Pion blanc sur case noire f4 · Fou blanc sur case blanche b3 · Pion blanc sur case noire c3 · Pion blanc sur case blanche a2 · Pion blanc sur case noire b2 · Pion blanc sur case blanche g2 · Pion blanc sur case noire h2 · Tour blanche sur case blanche f1 · Roi blanc sur case noire g1 | 7 |
| 6 | Roi noir sur case blanche g8 · Pion noir sur case noire a7 · Fou noir sur case blanche b7 · Tour noire sur case blanche d7 · Pion noir sur case blanche f7 · Fou noir sur case noire g7 · Pion noir sur case blanche h7 · Cavalier blanc sur case blanche e6 · Pion noir sur case blanche g6 · Pion noir sur case noire c5 · Pion blanc sur case noire f4 · Fou blanc sur case blanche b3 · Pion blanc sur case noire c3 · Pion blanc sur case blanche a2 · Pion blanc sur case noire b2 · Pion blanc sur case blanche g2 · Pion blanc sur case noire h2 · Tour blanche sur case blanche f1 · Roi blanc sur case noire g1 | Roi noir sur case blanche g8 · Pion noir sur case noire a7 · Fou noir sur case blanche b7 · Tour noire sur case blanche d7 · Pion noir sur case blanche f7 · Fou noir sur case noire g7 · Pion noir sur case blanche h7 · Cavalier blanc sur case blanche e6 · Pion noir sur case blanche g6 · Pion noir sur case noire c5 · Pion blanc sur case noire f4 · Fou blanc sur case blanche b3 · Pion blanc sur case noire c3 · Pion blanc sur case blanche a2 · Pion blanc sur case noire b2 · Pion blanc sur case blanche g2 · Pion blanc sur case noire h2 · Tour blanche sur case blanche f1 · Roi blanc sur case noire g1 | Roi noir sur case blanche g8 · Pion noir sur case noire a7 · Fou noir sur case blanche b7 · Tour noire sur case blanche d7 · Pion noir sur case blanche f7 · Fou noir sur case noire g7 · Pion noir sur case blanche h7 · Cavalier blanc sur case blanche e6 · Pion noir sur case blanche g6 · Pion noir sur case noire c5 · Pion blanc sur case noire f4 · Fou blanc sur case blanche b3 · Pion blanc sur case noire c3 · Pion blanc sur case blanche a2 · Pion blanc sur case noire b2 · Pion blanc sur case blanche g2 · Pion blanc sur case noire h2 · Tour blanche sur case blanche f1 · Roi blanc sur case noire g1 | Roi noir sur case blanche g8 · Pion noir sur case noire a7 · Fou noir sur case blanche b7 · Tour noire sur case blanche d7 · Pion noir sur case blanche f7 · Fou noir sur case noire g7 · Pion noir sur case blanche h7 · Cavalier blanc sur case blanche e6 · Pion noir sur case blanche g6 · Pion noir sur case noire c5 · Pion blanc sur case noire f4 · Fou blanc sur case blanche b3 · Pion blanc sur case noire c3 · Pion blanc sur case blanche a2 · Pion blanc sur case noire b2 · Pion blanc sur case blanche g2 · Pion blanc sur case noire h2 · Tour blanche sur case blanche f1 · Roi blanc sur case noire g1 | Roi noir sur case blanche g8 · Pion noir sur case noire a7 · Fou noir sur case blanche b7 · Tour noire sur case blanche d7 · Pion noir sur case blanche f7 · Fou noir sur case noire g7 · Pion noir sur case blanche h7 · Cavalier blanc sur case blanche e6 · Pion noir sur case blanche g6 · Pion noir sur case noire c5 · Pion blanc sur case noire f4 · Fou blanc sur case blanche b3 · Pion blanc sur case noire c3 · Pion blanc sur case blanche a2 · Pion blanc sur case noire b2 · Pion blanc sur case blanche g2 · Pion blanc sur case noire h2 · Tour blanche sur case blanche f1 · Roi blanc sur case noire g1 | Roi noir sur case blanche g8 · Pion noir sur case noire a7 · Fou noir sur case blanche b7 · Tour noire sur case blanche d7 · Pion noir sur case blanche f7 · Fou noir sur case noire g7 · Pion noir sur case blanche h7 · Cavalier blanc sur case blanche e6 · Pion noir sur case blanche g6 · Pion noir sur case noire c5 · Pion blanc sur case noire f4 · Fou blanc sur case blanche b3 · Pion blanc sur case noire c3 · Pion blanc sur case blanche a2 · Pion blanc sur case noire b2 · Pion blanc sur case blanche g2 · Pion blanc sur case noire h2 · Tour blanche sur case blanche f1 · Roi blanc sur case noire g1 | Roi noir sur case blanche g8 · Pion noir sur case noire a7 · Fou noir sur case blanche b7 · Tour noire sur case blanche d7 · Pion noir sur case blanche f7 · Fou noir sur case noire g7 · Pion noir sur case blanche h7 · Cavalier blanc sur case blanche e6 · Pion noir sur case blanche g6 · Pion noir sur case noire c5 · Pion blanc sur case noire f4 · Fou blanc sur case blanche b3 · Pion blanc sur case noire c3 · Pion blanc sur case blanche a2 · Pion blanc sur case noire b2 · Pion blanc sur case blanche g2 · Pion blanc sur case noire h2 · Tour blanche sur case blanche f1 · Roi blanc sur case noire g1 | Roi noir sur case blanche g8 · Pion noir sur case noire a7 · Fou noir sur case blanche b7 · Tour noire sur case blanche d7 · Pion noir sur case blanche f7 · Fou noir sur case noire g7 · Pion noir sur case blanche h7 · Cavalier blanc sur case blanche e6 · Pion noir sur case blanche g6 · Pion noir sur case noire c5 · Pion blanc sur case noire f4 · Fou blanc sur case blanche b3 · Pion blanc sur case noire c3 · Pion blanc sur case blanche a2 · Pion blanc sur case noire b2 · Pion blanc sur case blanche g2 · Pion blanc sur case noire h2 · Tour blanche sur case blanche f1 · Roi blanc sur case noire g1 | 6 |
| 5 | Roi noir sur case blanche g8 · Pion noir sur case noire a7 · Fou noir sur case blanche b7 · Tour noire sur case blanche d7 · Pion noir sur case blanche f7 · Fou noir sur case noire g7 · Pion noir sur case blanche h7 · Cavalier blanc sur case blanche e6 · Pion noir sur case blanche g6 · Pion noir sur case noire c5 · Pion blanc sur case noire f4 · Fou blanc sur case blanche b3 · Pion blanc sur case noire c3 · Pion blanc sur case blanche a2 · Pion blanc sur case noire b2 · Pion blanc sur case blanche g2 · Pion blanc sur case noire h2 · Tour blanche sur case blanche f1 · Roi blanc sur case noire g1 | Roi noir sur case blanche g8 · Pion noir sur case noire a7 · Fou noir sur case blanche b7 · Tour noire sur case blanche d7 · Pion noir sur case blanche f7 · Fou noir sur case noire g7 · Pion noir sur case blanche h7 · Cavalier blanc sur case blanche e6 · Pion noir sur case blanche g6 · Pion noir sur case noire c5 · Pion blanc sur case noire f4 · Fou blanc sur case blanche b3 · Pion blanc sur case noire c3 · Pion blanc sur case blanche a2 · Pion blanc sur case noire b2 · Pion blanc sur case blanche g2 · Pion blanc sur case noire h2 · Tour blanche sur case blanche f1 · Roi blanc sur case noire g1 | Roi noir sur case blanche g8 · Pion noir sur case noire a7 · Fou noir sur case blanche b7 · Tour noire sur case blanche d7 · Pion noir sur case blanche f7 · Fou noir sur case noire g7 · Pion noir sur case blanche h7 · Cavalier blanc sur case blanche e6 · Pion noir sur case blanche g6 · Pion noir sur case noire c5 · Pion blanc sur case noire f4 · Fou blanc sur case blanche b3 · Pion blanc sur case noire c3 · Pion blanc sur case blanche a2 · Pion blanc sur case noire b2 · Pion blanc sur case blanche g2 · Pion blanc sur case noire h2 · Tour blanche sur case blanche f1 · Roi blanc sur case noire g1 | Roi noir sur case blanche g8 · Pion noir sur case noire a7 · Fou noir sur case blanche b7 · Tour noire sur case blanche d7 · Pion noir sur case blanche f7 · Fou noir sur case noire g7 · Pion noir sur case blanche h7 · Cavalier blanc sur case blanche e6 · Pion noir sur case blanche g6 · Pion noir sur case noire c5 · Pion blanc sur case noire f4 · Fou blanc sur case blanche b3 · Pion blanc sur case noire c3 · Pion blanc sur case blanche a2 · Pion blanc sur case noire b2 · Pion blanc sur case blanche g2 · Pion blanc sur case noire h2 · Tour blanche sur case blanche f1 · Roi blanc sur case noire g1 | Roi noir sur case blanche g8 · Pion noir sur case noire a7 · Fou noir sur case blanche b7 · Tour noire sur case blanche d7 · Pion noir sur case blanche f7 · Fou noir sur case noire g7 · Pion noir sur case blanche h7 · Cavalier blanc sur case blanche e6 · Pion noir sur case blanche g6 · Pion noir sur case noire c5 · Pion blanc sur case noire f4 · Fou blanc sur case blanche b3 · Pion blanc sur case noire c3 · Pion blanc sur case blanche a2 · Pion blanc sur case noire b2 · Pion blanc sur case blanche g2 · Pion blanc sur case noire h2 · Tour blanche sur case blanche f1 · Roi blanc sur case noire g1 | Roi noir sur case blanche g8 · Pion noir sur case noire a7 · Fou noir sur case blanche b7 · Tour noire sur case blanche d7 · Pion noir sur case blanche f7 · Fou noir sur case noire g7 · Pion noir sur case blanche h7 · Cavalier blanc sur case blanche e6 · Pion noir sur case blanche g6 · Pion noir sur case noire c5 · Pion blanc sur case noire f4 · Fou blanc sur case blanche b3 · Pion blanc sur case noire c3 · Pion blanc sur case blanche a2 · Pion blanc sur case noire b2 · Pion blanc sur case blanche g2 · Pion blanc sur case noire h2 · Tour blanche sur case blanche f1 · Roi blanc sur case noire g1 | Roi noir sur case blanche g8 · Pion noir sur case noire a7 · Fou noir sur case blanche b7 · Tour noire sur case blanche d7 · Pion noir sur case blanche f7 · Fou noir sur case noire g7 · Pion noir sur case blanche h7 · Cavalier blanc sur case blanche e6 · Pion noir sur case blanche g6 · Pion noir sur case noire c5 · Pion blanc sur case noire f4 · Fou blanc sur case blanche b3 · Pion blanc sur case noire c3 · Pion blanc sur case blanche a2 · Pion blanc sur case noire b2 · Pion blanc sur case blanche g2 · Pion blanc sur case noire h2 · Tour blanche sur case blanche f1 · Roi blanc sur case noire g1 | Roi noir sur case blanche g8 · Pion noir sur case noire a7 · Fou noir sur case blanche b7 · Tour noire sur case blanche d7 · Pion noir sur case blanche f7 · Fou noir sur case noire g7 · Pion noir sur case blanche h7 · Cavalier blanc sur case blanche e6 · Pion noir sur case blanche g6 · Pion noir sur case noire c5 · Pion blanc sur case noire f4 · Fou blanc sur case blanche b3 · Pion blanc sur case noire c3 · Pion blanc sur case blanche a2 · Pion blanc sur case noire b2 · Pion blanc sur case blanche g2 · Pion blanc sur case noire h2 · Tour blanche sur case blanche f1 · Roi blanc sur case noire g1 | 5 |
| 4 | Roi noir sur case blanche g8 · Pion noir sur case noire a7 · Fou noir sur case blanche b7 · Tour noire sur case blanche d7 · Pion noir sur case blanche f7 · Fou noir sur case noire g7 · Pion noir sur case blanche h7 · Cavalier blanc sur case blanche e6 · Pion noir sur case blanche g6 · Pion noir sur case noire c5 · Pion blanc sur case noire f4 · Fou blanc sur case blanche b3 · Pion blanc sur case noire c3 · Pion blanc sur case blanche a2 · Pion blanc sur case noire b2 · Pion blanc sur case blanche g2 · Pion blanc sur case noire h2 · Tour blanche sur case blanche f1 · Roi blanc sur case noire g1 | Roi noir sur case blanche g8 · Pion noir sur case noire a7 · Fou noir sur case blanche b7 · Tour noire sur case blanche d7 · Pion noir sur case blanche f7 · Fou noir sur case noire g7 · Pion noir sur case blanche h7 · Cavalier blanc sur case blanche e6 · Pion noir sur case blanche g6 · Pion noir sur case noire c5 · Pion blanc sur case noire f4 · Fou blanc sur case blanche b3 · Pion blanc sur case noire c3 · Pion blanc sur case blanche a2 · Pion blanc sur case noire b2 · Pion blanc sur case blanche g2 · Pion blanc sur case noire h2 · Tour blanche sur case blanche f1 · Roi blanc sur case noire g1 | Roi noir sur case blanche g8 · Pion noir sur case noire a7 · Fou noir sur case blanche b7 · Tour noire sur case blanche d7 · Pion noir sur case blanche f7 · Fou noir sur case noire g7 · Pion noir sur case blanche h7 · Cavalier blanc sur case blanche e6 · Pion noir sur case blanche g6 · Pion noir sur case noire c5 · Pion blanc sur case noire f4 · Fou blanc sur case blanche b3 · Pion blanc sur case noire c3 · Pion blanc sur case blanche a2 · Pion blanc sur case noire b2 · Pion blanc sur case blanche g2 · Pion blanc sur case noire h2 · Tour blanche sur case blanche f1 · Roi blanc sur case noire g1 | Roi noir sur case blanche g8 · Pion noir sur case noire a7 · Fou noir sur case blanche b7 · Tour noire sur case blanche d7 · Pion noir sur case blanche f7 · Fou noir sur case noire g7 · Pion noir sur case blanche h7 · Cavalier blanc sur case blanche e6 · Pion noir sur case blanche g6 · Pion noir sur case noire c5 · Pion blanc sur case noire f4 · Fou blanc sur case blanche b3 · Pion blanc sur case noire c3 · Pion blanc sur case blanche a2 · Pion blanc sur case noire b2 · Pion blanc sur case blanche g2 · Pion blanc sur case noire h2 · Tour blanche sur case blanche f1 · Roi blanc sur case noire g1 | Roi noir sur case blanche g8 · Pion noir sur case noire a7 · Fou noir sur case blanche b7 · Tour noire sur case blanche d7 · Pion noir sur case blanche f7 · Fou noir sur case noire g7 · Pion noir sur case blanche h7 · Cavalier blanc sur case blanche e6 · Pion noir sur case blanche g6 · Pion noir sur case noire c5 · Pion blanc sur case noire f4 · Fou blanc sur case blanche b3 · Pion blanc sur case noire c3 · Pion blanc sur case blanche a2 · Pion blanc sur case noire b2 · Pion blanc sur case blanche g2 · Pion blanc sur case noire h2 · Tour blanche sur case blanche f1 · Roi blanc sur case noire g1 | Roi noir sur case blanche g8 · Pion noir sur case noire a7 · Fou noir sur case blanche b7 · Tour noire sur case blanche d7 · Pion noir sur case blanche f7 · Fou noir sur case noire g7 · Pion noir sur case blanche h7 · Cavalier blanc sur case blanche e6 · Pion noir sur case blanche g6 · Pion noir sur case noire c5 · Pion blanc sur case noire f4 · Fou blanc sur case blanche b3 · Pion blanc sur case noire c3 · Pion blanc sur case blanche a2 · Pion blanc sur case noire b2 · Pion blanc sur case blanche g2 · Pion blanc sur case noire h2 · Tour blanche sur case blanche f1 · Roi blanc sur case noire g1 | Roi noir sur case blanche g8 · Pion noir sur case noire a7 · Fou noir sur case blanche b7 · Tour noire sur case blanche d7 · Pion noir sur case blanche f7 · Fou noir sur case noire g7 · Pion noir sur case blanche h7 · Cavalier blanc sur case blanche e6 · Pion noir sur case blanche g6 · Pion noir sur case noire c5 · Pion blanc sur case noire f4 · Fou blanc sur case blanche b3 · Pion blanc sur case noire c3 · Pion blanc sur case blanche a2 · Pion blanc sur case noire b2 · Pion blanc sur case blanche g2 · Pion blanc sur case noire h2 · Tour blanche sur case blanche f1 · Roi blanc sur case noire g1 | Roi noir sur case blanche g8 · Pion noir sur case noire a7 · Fou noir sur case blanche b7 · Tour noire sur case blanche d7 · Pion noir sur case blanche f7 · Fou noir sur case noire g7 · Pion noir sur case blanche h7 · Cavalier blanc sur case blanche e6 · Pion noir sur case blanche g6 · Pion noir sur case noire c5 · Pion blanc sur case noire f4 · Fou blanc sur case blanche b3 · Pion blanc sur case noire c3 · Pion blanc sur case blanche a2 · Pion blanc sur case noire b2 · Pion blanc sur case blanche g2 · Pion blanc sur case noire h2 · Tour blanche sur case blanche f1 · Roi blanc sur case noire g1 | 4 |
| 3 | Roi noir sur case blanche g8 · Pion noir sur case noire a7 · Fou noir sur case blanche b7 · Tour noire sur case blanche d7 · Pion noir sur case blanche f7 · Fou noir sur case noire g7 · Pion noir sur case blanche h7 · Cavalier blanc sur case blanche e6 · Pion noir sur case blanche g6 · Pion noir sur case noire c5 · Pion blanc sur case noire f4 · Fou blanc sur case blanche b3 · Pion blanc sur case noire c3 · Pion blanc sur case blanche a2 · Pion blanc sur case noire b2 · Pion blanc sur case blanche g2 · Pion blanc sur case noire h2 · Tour blanche sur case blanche f1 · Roi blanc sur case noire g1 | Roi noir sur case blanche g8 · Pion noir sur case noire a7 · Fou noir sur case blanche b7 · Tour noire sur case blanche d7 · Pion noir sur case blanche f7 · Fou noir sur case noire g7 · Pion noir sur case blanche h7 · Cavalier blanc sur case blanche e6 · Pion noir sur case blanche g6 · Pion noir sur case noire c5 · Pion blanc sur case noire f4 · Fou blanc sur case blanche b3 · Pion blanc sur case noire c3 · Pion blanc sur case blanche a2 · Pion blanc sur case noire b2 · Pion blanc sur case blanche g2 · Pion blanc sur case noire h2 · Tour blanche sur case blanche f1 · Roi blanc sur case noire g1 | Roi noir sur case blanche g8 · Pion noir sur case noire a7 · Fou noir sur case blanche b7 · Tour noire sur case blanche d7 · Pion noir sur case blanche f7 · Fou noir sur case noire g7 · Pion noir sur case blanche h7 · Cavalier blanc sur case blanche e6 · Pion noir sur case blanche g6 · Pion noir sur case noire c5 · Pion blanc sur case noire f4 · Fou blanc sur case blanche b3 · Pion blanc sur case noire c3 · Pion blanc sur case blanche a2 · Pion blanc sur case noire b2 · Pion blanc sur case blanche g2 · Pion blanc sur case noire h2 · Tour blanche sur case blanche f1 · Roi blanc sur case noire g1 | Roi noir sur case blanche g8 · Pion noir sur case noire a7 · Fou noir sur case blanche b7 · Tour noire sur case blanche d7 · Pion noir sur case blanche f7 · Fou noir sur case noire g7 · Pion noir sur case blanche h7 · Cavalier blanc sur case blanche e6 · Pion noir sur case blanche g6 · Pion noir sur case noire c5 · Pion blanc sur case noire f4 · Fou blanc sur case blanche b3 · Pion blanc sur case noire c3 · Pion blanc sur case blanche a2 · Pion blanc sur case noire b2 · Pion blanc sur case blanche g2 · Pion blanc sur case noire h2 · Tour blanche sur case blanche f1 · Roi blanc sur case noire g1 | Roi noir sur case blanche g8 · Pion noir sur case noire a7 · Fou noir sur case blanche b7 · Tour noire sur case blanche d7 · Pion noir sur case blanche f7 · Fou noir sur case noire g7 · Pion noir sur case blanche h7 · Cavalier blanc sur case blanche e6 · Pion noir sur case blanche g6 · Pion noir sur case noire c5 · Pion blanc sur case noire f4 · Fou blanc sur case blanche b3 · Pion blanc sur case noire c3 · Pion blanc sur case blanche a2 · Pion blanc sur case noire b2 · Pion blanc sur case blanche g2 · Pion blanc sur case noire h2 · Tour blanche sur case blanche f1 · Roi blanc sur case noire g1 | Roi noir sur case blanche g8 · Pion noir sur case noire a7 · Fou noir sur case blanche b7 · Tour noire sur case blanche d7 · Pion noir sur case blanche f7 · Fou noir sur case noire g7 · Pion noir sur case blanche h7 · Cavalier blanc sur case blanche e6 · Pion noir sur case blanche g6 · Pion noir sur case noire c5 · Pion blanc sur case noire f4 · Fou blanc sur case blanche b3 · Pion blanc sur case noire c3 · Pion blanc sur case blanche a2 · Pion blanc sur case noire b2 · Pion blanc sur case blanche g2 · Pion blanc sur case noire h2 · Tour blanche sur case blanche f1 · Roi blanc sur case noire g1 | Roi noir sur case blanche g8 · Pion noir sur case noire a7 · Fou noir sur case blanche b7 · Tour noire sur case blanche d7 · Pion noir sur case blanche f7 · Fou noir sur case noire g7 · Pion noir sur case blanche h7 · Cavalier blanc sur case blanche e6 · Pion noir sur case blanche g6 · Pion noir sur case noire c5 · Pion blanc sur case noire f4 · Fou blanc sur case blanche b3 · Pion blanc sur case noire c3 · Pion blanc sur case blanche a2 · Pion blanc sur case noire b2 · Pion blanc sur case blanche g2 · Pion blanc sur case noire h2 · Tour blanche sur case blanche f1 · Roi blanc sur case noire g1 | Roi noir sur case blanche g8 · Pion noir sur case noire a7 · Fou noir sur case blanche b7 · Tour noire sur case blanche d7 · Pion noir sur case blanche f7 · Fou noir sur case noire g7 · Pion noir sur case blanche h7 · Cavalier blanc sur case blanche e6 · Pion noir sur case blanche g6 · Pion noir sur case noire c5 · Pion blanc sur case noire f4 · Fou blanc sur case blanche b3 · Pion blanc sur case noire c3 · Pion blanc sur case blanche a2 · Pion blanc sur case noire b2 · Pion blanc sur case blanche g2 · Pion blanc sur case noire h2 · Tour blanche sur case blanche f1 · Roi blanc sur case noire g1 | 3 |
| 2 | Roi noir sur case blanche g8 · Pion noir sur case noire a7 · Fou noir sur case blanche b7 · Tour noire sur case blanche d7 · Pion noir sur case blanche f7 · Fou noir sur case noire g7 · Pion noir sur case blanche h7 · Cavalier blanc sur case blanche e6 · Pion noir sur case blanche g6 · Pion noir sur case noire c5 · Pion blanc sur case noire f4 · Fou blanc sur case blanche b3 · Pion blanc sur case noire c3 · Pion blanc sur case blanche a2 · Pion blanc sur case noire b2 · Pion blanc sur case blanche g2 · Pion blanc sur case noire h2 · Tour blanche sur case blanche f1 · Roi blanc sur case noire g1 | Roi noir sur case blanche g8 · Pion noir sur case noire a7 · Fou noir sur case blanche b7 · Tour noire sur case blanche d7 · Pion noir sur case blanche f7 · Fou noir sur case noire g7 · Pion noir sur case blanche h7 · Cavalier blanc sur case blanche e6 · Pion noir sur case blanche g6 · Pion noir sur case noire c5 · Pion blanc sur case noire f4 · Fou blanc sur case blanche b3 · Pion blanc sur case noire c3 · Pion blanc sur case blanche a2 · Pion blanc sur case noire b2 · Pion blanc sur case blanche g2 · Pion blanc sur case noire h2 · Tour blanche sur case blanche f1 · Roi blanc sur case noire g1 | Roi noir sur case blanche g8 · Pion noir sur case noire a7 · Fou noir sur case blanche b7 · Tour noire sur case blanche d7 · Pion noir sur case blanche f7 · Fou noir sur case noire g7 · Pion noir sur case blanche h7 · Cavalier blanc sur case blanche e6 · Pion noir sur case blanche g6 · Pion noir sur case noire c5 · Pion blanc sur case noire f4 · Fou blanc sur case blanche b3 · Pion blanc sur case noire c3 · Pion blanc sur case blanche a2 · Pion blanc sur case noire b2 · Pion blanc sur case blanche g2 · Pion blanc sur case noire h2 · Tour blanche sur case blanche f1 · Roi blanc sur case noire g1 | Roi noir sur case blanche g8 · Pion noir sur case noire a7 · Fou noir sur case blanche b7 · Tour noire sur case blanche d7 · Pion noir sur case blanche f7 · Fou noir sur case noire g7 · Pion noir sur case blanche h7 · Cavalier blanc sur case blanche e6 · Pion noir sur case blanche g6 · Pion noir sur case noire c5 · Pion blanc sur case noire f4 · Fou blanc sur case blanche b3 · Pion blanc sur case noire c3 · Pion blanc sur case blanche a2 · Pion blanc sur case noire b2 · Pion blanc sur case blanche g2 · Pion blanc sur case noire h2 · Tour blanche sur case blanche f1 · Roi blanc sur case noire g1 | Roi noir sur case blanche g8 · Pion noir sur case noire a7 · Fou noir sur case blanche b7 · Tour noire sur case blanche d7 · Pion noir sur case blanche f7 · Fou noir sur case noire g7 · Pion noir sur case blanche h7 · Cavalier blanc sur case blanche e6 · Pion noir sur case blanche g6 · Pion noir sur case noire c5 · Pion blanc sur case noire f4 · Fou blanc sur case blanche b3 · Pion blanc sur case noire c3 · Pion blanc sur case blanche a2 · Pion blanc sur case noire b2 · Pion blanc sur case blanche g2 · Pion blanc sur case noire h2 · Tour blanche sur case blanche f1 · Roi blanc sur case noire g1 | Roi noir sur case blanche g8 · Pion noir sur case noire a7 · Fou noir sur case blanche b7 · Tour noire sur case blanche d7 · Pion noir sur case blanche f7 · Fou noir sur case noire g7 · Pion noir sur case blanche h7 · Cavalier blanc sur case blanche e6 · Pion noir sur case blanche g6 · Pion noir sur case noire c5 · Pion blanc sur case noire f4 · Fou blanc sur case blanche b3 · Pion blanc sur case noire c3 · Pion blanc sur case blanche a2 · Pion blanc sur case noire b2 · Pion blanc sur case blanche g2 · Pion blanc sur case noire h2 · Tour blanche sur case blanche f1 · Roi blanc sur case noire g1 | Roi noir sur case blanche g8 · Pion noir sur case noire a7 · Fou noir sur case blanche b7 · Tour noire sur case blanche d7 · Pion noir sur case blanche f7 · Fou noir sur case noire g7 · Pion noir sur case blanche h7 · Cavalier blanc sur case blanche e6 · Pion noir sur case blanche g6 · Pion noir sur case noire c5 · Pion blanc sur case noire f4 · Fou blanc sur case blanche b3 · Pion blanc sur case noire c3 · Pion blanc sur case blanche a2 · Pion blanc sur case noire b2 · Pion blanc sur case blanche g2 · Pion blanc sur case noire h2 · Tour blanche sur case blanche f1 · Roi blanc sur case noire g1 | Roi noir sur case blanche g8 · Pion noir sur case noire a7 · Fou noir sur case blanche b7 · Tour noire sur case blanche d7 · Pion noir sur case blanche f7 · Fou noir sur case noire g7 · Pion noir sur case blanche h7 · Cavalier blanc sur case blanche e6 · Pion noir sur case blanche g6 · Pion noir sur case noire c5 · Pion blanc sur case noire f4 · Fou blanc sur case blanche b3 · Pion blanc sur case noire c3 · Pion blanc sur case blanche a2 · Pion blanc sur case noire b2 · Pion blanc sur case blanche g2 · Pion blanc sur case noire h2 · Tour blanche sur case blanche f1 · Roi blanc sur case noire g1 | 2 |
| 1 | Roi noir sur case blanche g8 · Pion noir sur case noire a7 · Fou noir sur case blanche b7 · Tour noire sur case blanche d7 · Pion noir sur case blanche f7 · Fou noir sur case noire g7 · Pion noir sur case blanche h7 · Cavalier blanc sur case blanche e6 · Pion noir sur case blanche g6 · Pion noir sur case noire c5 · Pion blanc sur case noire f4 · Fou blanc sur case blanche b3 · Pion blanc sur case noire c3 · Pion blanc sur case blanche a2 · Pion blanc sur case noire b2 · Pion blanc sur case blanche g2 · Pion blanc sur case noire h2 · Tour blanche sur case blanche f1 · Roi blanc sur case noire g1 | Roi noir sur case blanche g8 · Pion noir sur case noire a7 · Fou noir sur case blanche b7 · Tour noire sur case blanche d7 · Pion noir sur case blanche f7 · Fou noir sur case noire g7 · Pion noir sur case blanche h7 · Cavalier blanc sur case blanche e6 · Pion noir sur case blanche g6 · Pion noir sur case noire c5 · Pion blanc sur case noire f4 · Fou blanc sur case blanche b3 · Pion blanc sur case noire c3 · Pion blanc sur case blanche a2 · Pion blanc sur case noire b2 · Pion blanc sur case blanche g2 · Pion blanc sur case noire h2 · Tour blanche sur case blanche f1 · Roi blanc sur case noire g1 | Roi noir sur case blanche g8 · Pion noir sur case noire a7 · Fou noir sur case blanche b7 · Tour noire sur case blanche d7 · Pion noir sur case blanche f7 · Fou noir sur case noire g7 · Pion noir sur case blanche h7 · Cavalier blanc sur case blanche e6 · Pion noir sur case blanche g6 · Pion noir sur case noire c5 · Pion blanc sur case noire f4 · Fou blanc sur case blanche b3 · Pion blanc sur case noire c3 · Pion blanc sur case blanche a2 · Pion blanc sur case noire b2 · Pion blanc sur case blanche g2 · Pion blanc sur case noire h2 · Tour blanche sur case blanche f1 · Roi blanc sur case noire g1 | Roi noir sur case blanche g8 · Pion noir sur case noire a7 · Fou noir sur case blanche b7 · Tour noire sur case blanche d7 · Pion noir sur case blanche f7 · Fou noir sur case noire g7 · Pion noir sur case blanche h7 · Cavalier blanc sur case blanche e6 · Pion noir sur case blanche g6 · Pion noir sur case noire c5 · Pion blanc sur case noire f4 · Fou blanc sur case blanche b3 · Pion blanc sur case noire c3 · Pion blanc sur case blanche a2 · Pion blanc sur case noire b2 · Pion blanc sur case blanche g2 · Pion blanc sur case noire h2 · Tour blanche sur case blanche f1 · Roi blanc sur case noire g1 | Roi noir sur case blanche g8 · Pion noir sur case noire a7 · Fou noir sur case blanche b7 · Tour noire sur case blanche d7 · Pion noir sur case blanche f7 · Fou noir sur case noire g7 · Pion noir sur case blanche h7 · Cavalier blanc sur case blanche e6 · Pion noir sur case blanche g6 · Pion noir sur case noire c5 · Pion blanc sur case noire f4 · Fou blanc sur case blanche b3 · Pion blanc sur case noire c3 · Pion blanc sur case blanche a2 · Pion blanc sur case noire b2 · Pion blanc sur case blanche g2 · Pion blanc sur case noire h2 · Tour blanche sur case blanche f1 · Roi blanc sur case noire g1 | Roi noir sur case blanche g8 · Pion noir sur case noire a7 · Fou noir sur case blanche b7 · Tour noire sur case blanche d7 · Pion noir sur case blanche f7 · Fou noir sur case noire g7 · Pion noir sur case blanche h7 · Cavalier blanc sur case blanche e6 · Pion noir sur case blanche g6 · Pion noir sur case noire c5 · Pion blanc sur case noire f4 · Fou blanc sur case blanche b3 · Pion blanc sur case noire c3 · Pion blanc sur case blanche a2 · Pion blanc sur case noire b2 · Pion blanc sur case blanche g2 · Pion blanc sur case noire h2 · Tour blanche sur case blanche f1 · Roi blanc sur case noire g1 | Roi noir sur case blanche g8 · Pion noir sur case noire a7 · Fou noir sur case blanche b7 · Tour noire sur case blanche d7 · Pion noir sur case blanche f7 · Fou noir sur case noire g7 · Pion noir sur case blanche h7 · Cavalier blanc sur case blanche e6 · Pion noir sur case blanche g6 · Pion noir sur case noire c5 · Pion blanc sur case noire f4 · Fou blanc sur case blanche b3 · Pion blanc sur case noire c3 · Pion blanc sur case blanche a2 · Pion blanc sur case noire b2 · Pion blanc sur case blanche g2 · Pion blanc sur case noire h2 · Tour blanche sur case blanche f1 · Roi blanc sur case noire g1 | Roi noir sur case blanche g8 · Pion noir sur case noire a7 · Fou noir sur case blanche b7 · Tour noire sur case blanche d7 · Pion noir sur case blanche f7 · Fou noir sur case noire g7 · Pion noir sur case blanche h7 · Cavalier blanc sur case blanche e6 · Pion noir sur case blanche g6 · Pion noir sur case noire c5 · Pion blanc sur case noire f4 · Fou blanc sur case blanche b3 · Pion blanc sur case noire c3 · Pion blanc sur case blanche a2 · Pion blanc sur case noire b2 · Pion blanc sur case blanche g2 · Pion blanc sur case noire h2 · Tour blanche sur case blanche f1 · Roi blanc sur case noire g1 | 1 |
|   | a | b | c | d | e | f | g | h |   |

26. … Td2 27. Cxc5 Txg2+ 28. Rh1 Fa8 29. Td1 Tg5+ Les Blancs abandonnent.

## Publications
Kahn est l'auteur de plusieurs livres :
- en collaboration avec Georges Renaud :
  - Les échecs, Le Triboulet, Monaco,
  - L'art de faire Mat, rééd. Payot, 1997,  (ISBN 9-782228-890977), qui recense des combinaisons courantes menant au Mat
  - Les six Candidats au championnat du monde d'échecs 1948 : Botvinnik, Euwe, Fine, Keres, Reshevsky et Smyslov,  Le Triboulet éditeurs, Monaco,
  - La Partie espagnole (Partie Lopez),
- ainsi que des livres rédigés seul:
  - L'Ouest indienne, édité par la Fédération Française des Échecs, 1935
  - La défense du fianchetto de la Dame, Le Triboulet, Monaco, 1948
  - La pratique moderne des ouvertures dans la partie d'échecs, Le Triboulet, Monaco, 1949
  - La conduite de la partie d'échecs - La stratégie moderne, Le Triboulet, Monaco, 1952.

## Source de la traduction
- (en) Cet article est partiellement ou en totalité issu de l’article de Wikipédia en anglais intitulé « Victor Kahn » (voir la liste des auteurs).